# 情報cafe ミルフィーユ
『情報cafe ミルフィーユ』（じょうほうカフェ ミルフィーユ）は、2009年4月1日から2010年4月2日まで山陽放送運営のRSKラジオで放送されたラジオ番組。
番組タイトルの表記には揺れがあり、山陽放送公式サイト内でも本項の表題通りの表記と『情報Cafe ミルフィーユ』表記が混在していた。

## パーソナリティ
- 中村恵美（月曜・火曜）[1]
- 畠山洋子（水曜・木曜・金曜）[2]